# 微山湖
微山湖位于中国山东、江苏交界处，归山东省微山县管辖。微山四湖南北长120公里，东西最宽处达25公里，水域面积达1266平方公里，是中国北方最大的淡水湖泊。狭义上，微山湖是指1960年在湖腰建成了拦湖大坝南的下级湖，同昭阳湖、独山湖和南阳湖构成广义微山湖。

## 地理
微山湖位于东经116度34分－117度21分，北纬34度27分－35度20分，湖面狭长，位於中国山东省南部，归山东济宁市微山县管辖。北接济宁、曲阜、邹城，南临徐州，西通鱼台、沛县、铜山，东连滕州、枣庄、峄城。湖区内有“微园”游乐小区、山东省水上运动集训场、湖滨公园、体育中心、微山湖宾馆、医疗康复中心、文化娱乐中心等。微山县内有11万伏变电站2座，3.5万伏变电站7座。
交通方面，京杭大运河、京沪铁路、104国道（京福公路）、104省道均从微山县境内穿过，县城与周边各县市、县乡镇均公路相连。现有沿湖港口80多处，可直达长江各口岸。航空方面，北靠济宁机场，南临徐州机场。
微山湖的形成是在4亿年前，华北地区整体下降为浅海和湖沼。在700万年以来，由于地壳强烈运动，大面积形成凹陷。鲁中山西诸水潴积于此形成涝洼区（据《邹城市志》），为微山湖的诞生创造了条件。另一个重要原因，由于黄河不断决溢淤积抬高泗水西岸的高地，黄河水长期占据此地形成了湿地，现在的微山湖就形成于明代万历年间的黄河决口。

## 风景

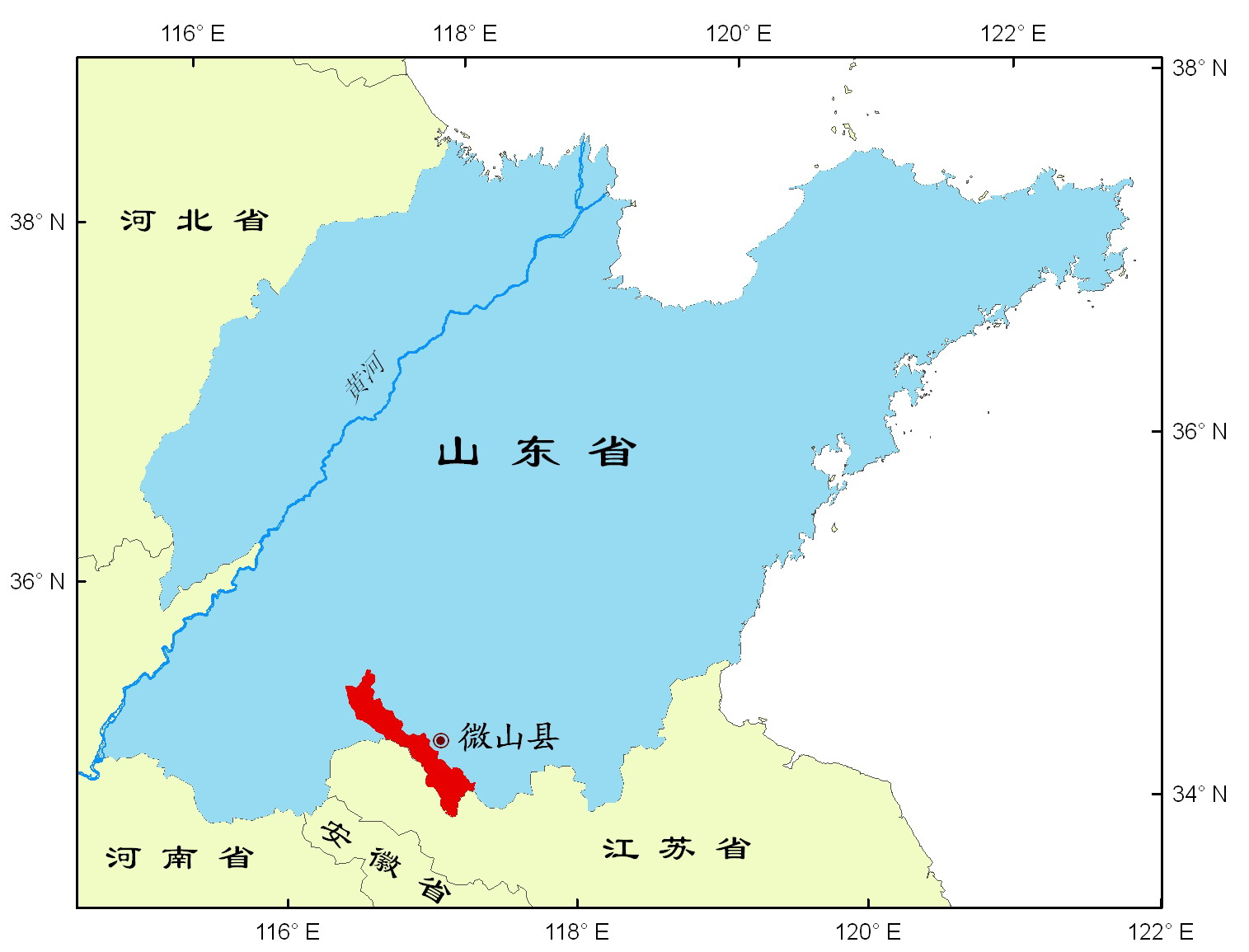
微山湖在山东省的位置

微山湖是中国著名的六大淡水湖泊之一，风光秀丽，山、岛、森林、湖面、渔船、芦苇荡、荷花池，构成了特有的画面。其中尤以有“花中仙子”之称的荷花最为耀眼，此处设置的微山湖湿地红荷风景区为国家4A级景区，有红荷多达十余万亩，所以此处又被称作中国荷都。

## 物产

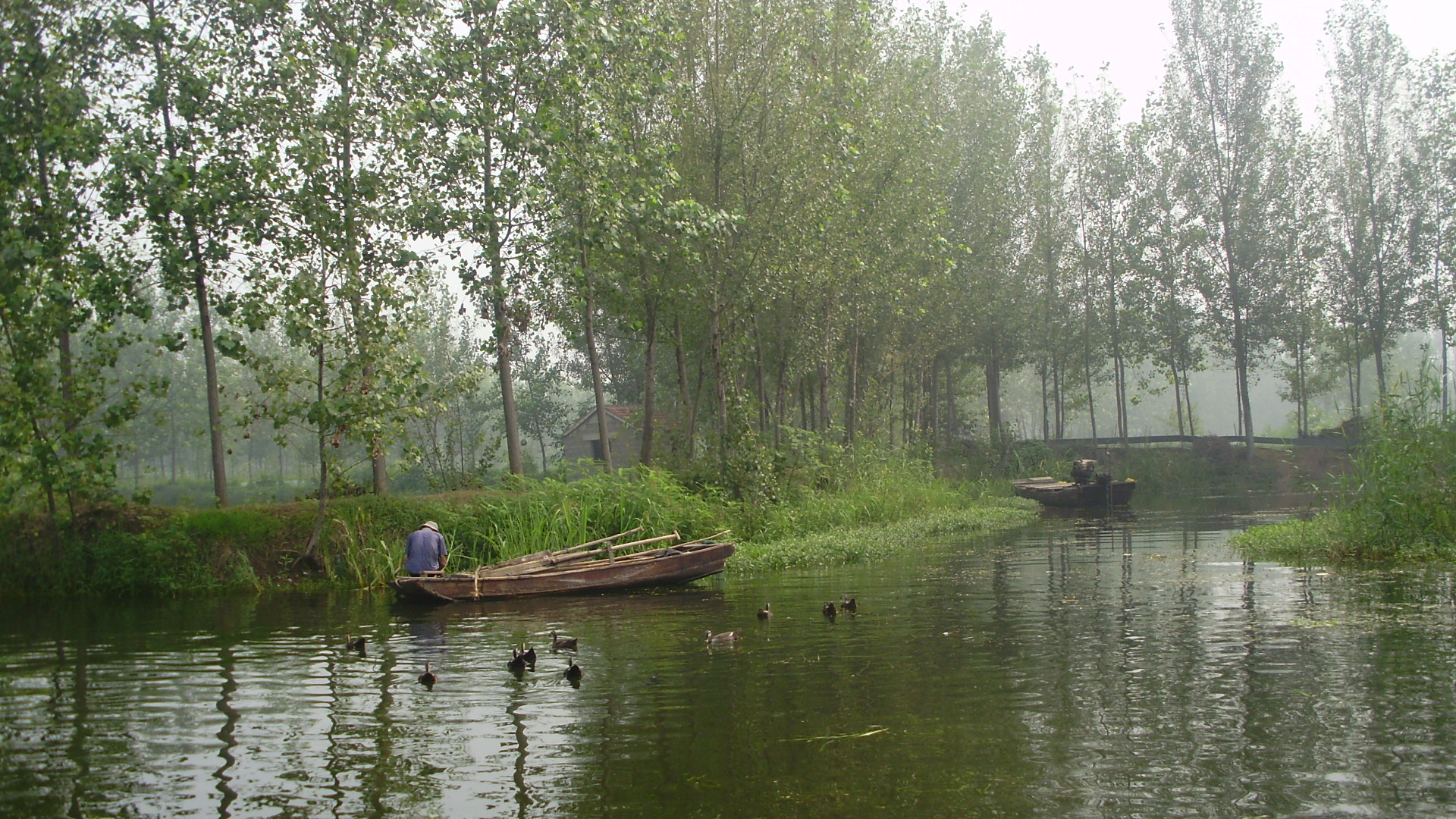
微山湖一隅

微山湖物产丰富，向来有“日出斗金”的说法，湖内有各种鱼，虾类七、八拾种，水生植物四十余种，水禽、鸟类达八十余种，被命名为中国“麻鸭之乡”和“乌鳢之乡”。湖区水资源门类比较齐全。鱼类现有78种，以鲤鱼为主，经济鱼类有鲫鱼、黄鱼（鱼桑）、乌鳢、红鳍鲌、长春鳊和鲤鱼6种，底栖动物包括软体动物、节枝动物、不节动物、昆虫等63种（科），其资源总量为98876吨，浮游植物共116种，其中优势种14种，浮游动物248种，优势种共32种，水生维管束植物74种，全湖现存为304万吨，渔业生物饵料相当丰富。
微山湖矿产资源丰厚。煤炭已探明储量127亿吨，是中国重点煤炭基地之一，且埋藏浅、煤层厚，大多为优质气煤、肥煤。稀土已探明储量1275万吨，具有含磷、铁等杂质少、品位高、冶炼工艺简单等优点，是目前国内发现的唯一典型氟碳铈鑭矿资源。此外，还有大量的石灰岩、煤矸石、黄沙等资源。

## 人文

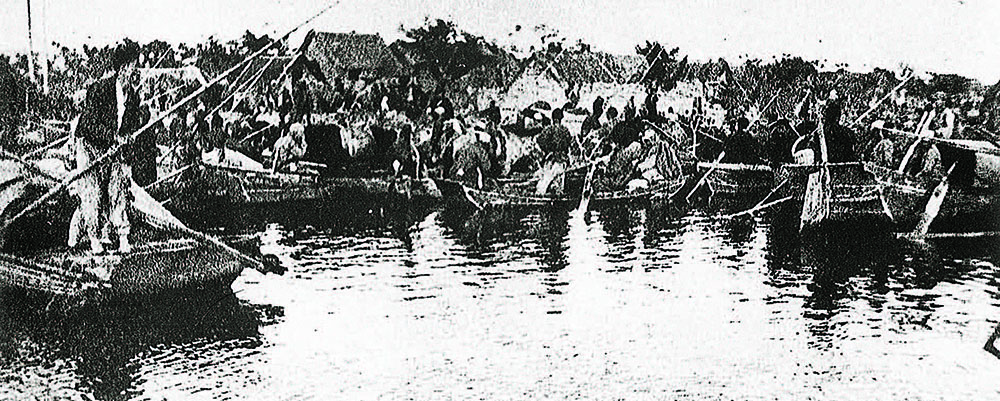
1941年抗日战争期间，微山湖游击队成立

微山岛是湖中第一大岛，文化古迹众多，境内有殷周微子墓、汉初张良墓、春秋目夷墓、伏羲陵（庙）、仲子路庙、六合泉、圣母泉以及大量的庙宇亭台、古碑刻石、汉画像石等古迹，还有铁道游击队纪念碑。
微山湖畔的两城镇还有中国远古三皇五帝之伏羲的庙宇——伏羲庙，庙后有一池泉名为圣母池泉。马坡乡还是《梁山伯与祝英台》故事发生的地点，当地仍然有明代遗留下来的梁祝合墓。
明代诗人王世贞、万寿祺，清代诗人沈德潜过夏镇（时称夏阳）分别留下：“一片飞云护夏阳，人传帝子大风乡”、“夏阳全城日，城阙半临河”、“舟泊一湾分两省，楼高百尺记三层”的传世佳句。清代著名诗人赵执信诗赞微山湖“疑是桃花源，参差出人家”。乾隆帝多次沿运河下江南，为微山湖及运河风光所陶醉，写下了《韩庄观湖》等多首律诗。陈毅元帅过微山湖，写下了“横越江淮七百里，微山湖色慰征途。
抗日战争时期，以微山湖为根据地的“微湖大队”、“运河支队”、“铁道游击队”等革命武装，出没在芦苇荡里，活跃于津浦铁路线上。刘知侠的长篇小说《铁道游击队》即取材于此。一曲《弹起我心爱的土琵琶》使微山湖名扬中外。铁道游击队主要活动地区为现今枣庄市，1945年10月，在枣庄和临城的1000多日军向一支不足百人的抗日游击武装投降。这是有史以来军事受降中十分罕见的一幕。

### 名人
- 微子，名启，是商王帝乙的长子，商纣王的同母庶兄。微子为宋国始祖，死后葬于宋国留邑（密县治，今微山岛西湖内）东山上，即今微山岛上。

- 目夷，字子鱼，是春秋时人，殷微子的 17 世孙，宋襄公的庶兄，是著名的政治家和军事家。目夷墓位于微山东峰，距微子墓2.5公里处。现存墓为圆上堆，墓前立一石碑，是宋神宗熙宁五年（1072年）徐州知州傅尧俞所立，正面阴刻篆文：“宋贤目夷君墓”。碑长方形抹角，高2.3米，宽0.9米，厚0.4米。

- 张良，字子房，战国时韩国（今河南颍川）人，是为刘邦出谋划策，屡建功业的开国元勋，是一个难得的军师。刘邦灭了项羽建汉称帝，高祖六年（前201年），大封功臣，高祖说。“运筹帷幄中，决胜千里外，子房功也。”叫张良选择 3 万户作为封地，张良不敢接受，说：“我和帝初见面时在留，把我封在留就可以了。”因此，张良被称为留侯。张良多病，晚年避居留城封地。死后葬于留城东微山岛上。现在，墓前还有一个很大的村庄叫“墓前村”。

## 边界争议
微山湖区自清朝以来，时常发生土客争斗事件。由于过去黄河下游经常泛滥成灾，来自山东南部等黄泛区的灾民便开始移民到微山湖区，从而引发了湖区土客争斗的紧张局势，史称湖团案。据记载，1865年，曾国藩奉命镇压捻军余部，到湖西沛县时，以为这里因为争土地发生械斗的渔民是捻军余部，前来察看，才发现并非如此。于是曾国藩骑马划边为界，开挖边沟形成今天的“一溜十八团”（后来演变为十八段，现在的五段镇等地名即来源于此），也称“边里”，从此百姓停止械斗，各自劳作，但“段里段外（或称边里边外）”这一界限仍然存在，例如边里边外在过去是不通婚的。
中华人民共和国成立后，湖区位于山东与平原省界，其后由于徐州地区划归江苏省又成为山东与江苏省界。1953年为了便于管理湖区而成立山东省微山县，将湖面、湖中岛屿以及湖区附近的几个乡镇全部划归该县，与江苏方面除少数地区外都是以湖西岸为界。由于湖水在不同季节会发生涨落，因此微山湖西岸的苏鲁两省边界时而发生变动，当地经常说，“涨水涨到的地方是山东的，水退退到的地方是江苏的”。冬季湖水退去后湖底可用于耕种小麦，而夏季水多的时候又可以收获芦苇、养鱼、种藕等，因此常造成西岸的江苏省沛县农民与管理湖区的山东省微山县农民发生抢种抢收一类的冲突甚至械斗。
1959年微山湖水位下降后，微山湖区的群众又开始为争夺原为湖底的湖田湖产发生纠纷。直到2006年，该地区共发生因边界纠纷引发的大规模械斗400余起，死伤800余人。国家有关部门曾多次派出工作组前往调处，并于1967年、1984年、1985年多次对湖区边界进行了调整，但终因矛盾双方坚持各自利益，微山湖地区始终未能平静。
2005年初，徐州、济宁两市召开第五次苏鲁接边地区维护稳定会议，专门就多年湖区纠纷死亡人员尸体处理进行协商，最终确定互不追究对方，2005年5月底前各自火化遗留尸体，并由各自县乡财政出资抚恤死者亲属。双方均在协议规定的期限内，彻底解决了遗留尸体的火化问题。2006年以后，由于两地调解机制逐步完善，并且努力改变湖区农村经济收入单一的状态，湖区群众对湖田湖产的依赖减少，再加上很多农民离开当地外出打工，微山湖地区才开始出现和谐局面。